# Fana (islam)
Pour les articles homonymes, voir Fana.
Le fanâ’ (arabe : فَناء (fanā'), « extinction  ; annihilation de la conscience individuelle dans la Présence divine ») est un terme soufi du vocabulaire de l’islam. Il désigne l'élévation de l'esprit dans la contemplation des choses divines, qui détache une personne des objets sensibles jusqu’à ce que s’anéantissent ses attributs humains au profit des attributs divins.
Le fanâ' est un concept élaboré par les théologiens soufis pour échapper à toute idée de fusion mystique entre l'homme et Dieu qui serait condamnée par les ulémas sunnites. Cet état est généralement suivi par celui du baqa’ (« existence », « subsistance ») qui permet au disciple d’intégrer son état d'éveil tout en l’harmonisant avec les contingences spatio-temporelles, les affaires du « bas-monde ».

### Articles liés
- Mouraqaba